# Distretto di Oława
Il distretto di Oława (in polacco powiat oławski) è un distretto polacco appartenente al voivodato della Bassa Slesia.

## Geografia antropica

### Suddivisioni amministrative
Il distretto comprende quattro comuni.
- Comuni urbani: Oława
- Comuni urbano-rurali: Jelcz-Laskowice
- Comuni rurali: Domaniów, Oława